# Põikma
Põikma – wieś w Estonii, prowincji Rapla, w gminie Kohila.